# Alfred Henry Miles
Alfred Henry Miles (26 de febrero de 1848 - 30 de octubre de 1929) fue un prolífico autor de la época victoriana, redactor, antólogo, periodista, compositor y profesor que publicó cientos de obras en una amplia gama de temas, desde poesía, y la guerra, a las enciclopedias del hogar con información para todas las contingencias concebibles: un árbitro popular sobre temas de la investigación domiciliaria, e incluso consejos para los "males de amor". Fue Miembro de la Junta de Tutores para el alivio de la pobreza.

## Obra seleccionada
- The Poets and Poetry of the Century (2.ª ed., 1904/07), que avarca 12 vol.;
- Our National Songs, col·lecció de cants en anglès, escocès, irlandès i gal·lès;
- The Land of Songs, manual de notaciómusical per a les escoles;
- The Poets and the People (1905);
- Free Trade and other Political Rhymes (1906);
- The New Anecdote Book (1906);
- A Book of Heroes Boys and Men (1907);
- The Booklover's Kalender (1907/14);
- In the Teeth of Adventure up and down the World (1908);
- The Sweep of the Sword (1910);
- A Garland of verse for Young People (1911);
- Where Duty Calls (1912);
- Recitations for Little People (1913);
- With Hunter, Trapper and Scout (1913);
- The Battle and the Breeze Reciter (1914), etc.